# Кагу
Ка́гу (лат. Rhynochetos jubatus) — единственный вид ныне монотипического семейства кагу, длинноногая светло-серая птица, эндемик группы островов Новая Каледония в Тихом океане. Обитает в лесистой местности, предпочитая влажные тропические леса. Во время дождливого сезона встречается в густых кустарниковых зарослях с плотным листовым пологом.

## Описание
Ведущая наземный образ жизни нелетающая птица размером с домашнюю курицу, длиной около 55 см. Оперение необычно яркое для лесной подстилки, пепельно-серое или почти белое. При расправленных крыльях отчётливо видны чёрно-белые полосы перьев. На голове имеется выступающий мохнатый хохолок, который птица приподнимает время от времени, демонстрируя другим птицам. Глаза прямосмотрящие, что позволяет им легче находить корм среди опавшей листвы. Клюв и ноги оранжево-красные, яркие. Половой диморфизм не выражен. В пределах ареала птицу невозможно спутать с каким-либо другим видом благодаря уникальным морфологическим особенностям.

## Образ жизни
Птицы не летают, а свои крылья используют для демонстративного поведения. Обычно их можно встретить в затемнённом лесу, медленно передвигающихся по лесной подстилке. Питаются кагу в основном различными беспозвоночными животными, такими как черви и улитки, но могут употреблять в пищу и небольших позвоночных вроде ящериц.
Голос у кагу лающий на рассвете и обычно тихо шипящий или дребезжащий в остальное время суток.
На территории природного парка Блу-Ривер пары обычно занимают территорию 10—28 гектар и выводят в среднем 0,9 цыплят в год, то есть обычно по одному птенцу каждый год, за исключением засушливых периодов. В условиях неволи птицы живут в среднем 30 лет, в природе не менее 15 лет.

## Охрана
Кагу находятся под угрозой исчезновения: на основной территории их обитания (парк Rivière Bleue) их популяция в 1998 году насчитывала порядка 300 взрослых особей, а за пределами этого региона подсчёты 1991—1992 годов показали 491 птицу. При этом популяция птиц имеет тенденцию к дальнейшему снижению.
Одним из факторов резкого снижения популяции считаются интродуцированные домашние животные — собаки, кошки, крысы и свиньи, которые охотятся на птиц или питаются их яйцами. Только в 1993 году в заповеднике Pic Ningua 17 из 21 птиц с прикреплёнными радиопередатчиками погибли в результате нападения собак.
Кроме того, они страдают от уменьшения площади природного ареала, который используется горнодобывающей и лесной промышленностью.
Кагу признан видом, которому угрожает опасность исчезновения, и внесён в список конвенции по международной торговле вымирающими видами (CITES). Благодаря природоохранным усилиям кагу неплохо размножается в условиях внешней консервации в зоопарке города Нумеа в Новой Каледонии.

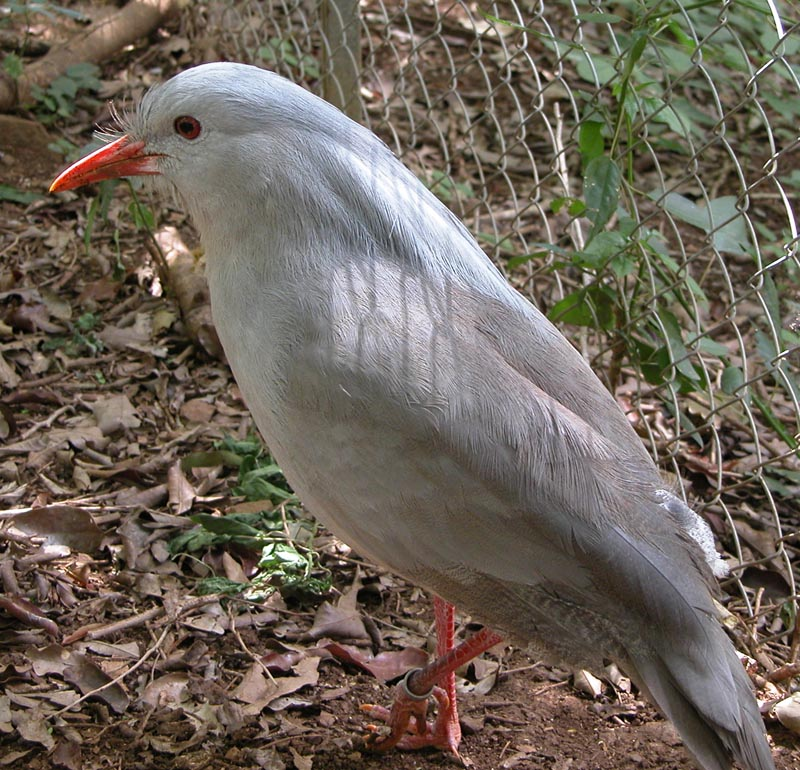
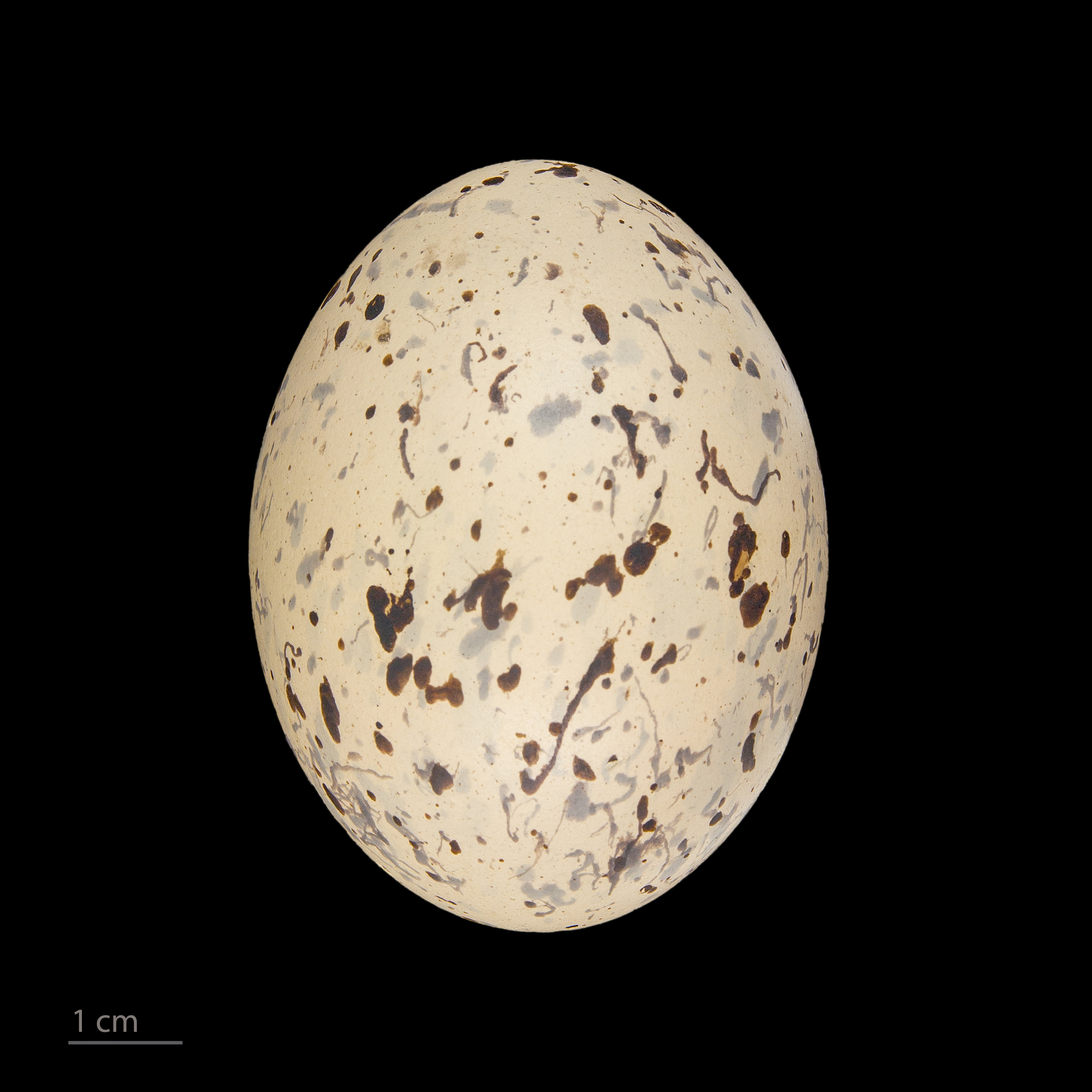
Яйцо Rhynochetos jubatus — Тулузский музей